# Gonocephalus grandis
Gonocephalus grandis, conocido como Dragón gigante de bosque, es una especie de lagarto que se encuentra en la Península de Malaca, Sabah, Sarawak, Kalimantan, Sumatra, Islas Mentawai, Nías, Nako, Penang e Isla Tioman. También se ha encontrado en Laos y Vietnam.